# Isolahti (sjö)
Isolahti är resterna av en sjö i Finland. Den ligger Tövsala kommun i landskapet Egentliga Finland, i den sydvästra delen av landet, 180 km väster om huvudstaden Helsingfors. Isolahti ligger 10 meter över havet.